# Kaiser-Tunnel
Le Kaiser-Tunnel est un tunnel de guerre d'environ 350 mètres de long construit pendant la Première Guerre mondiale. Un musée se trouvait à l'entrée nord du tunnel. Le tunnel est fermé depuis 2012 en raison de problèmes de sécurité.

## Situation
Le site est situé dans la région naturelle de l'Argonne, à l'ouest de Verdun, jouxtant les communes de Lachalade et Boureuilles.

## Histoire

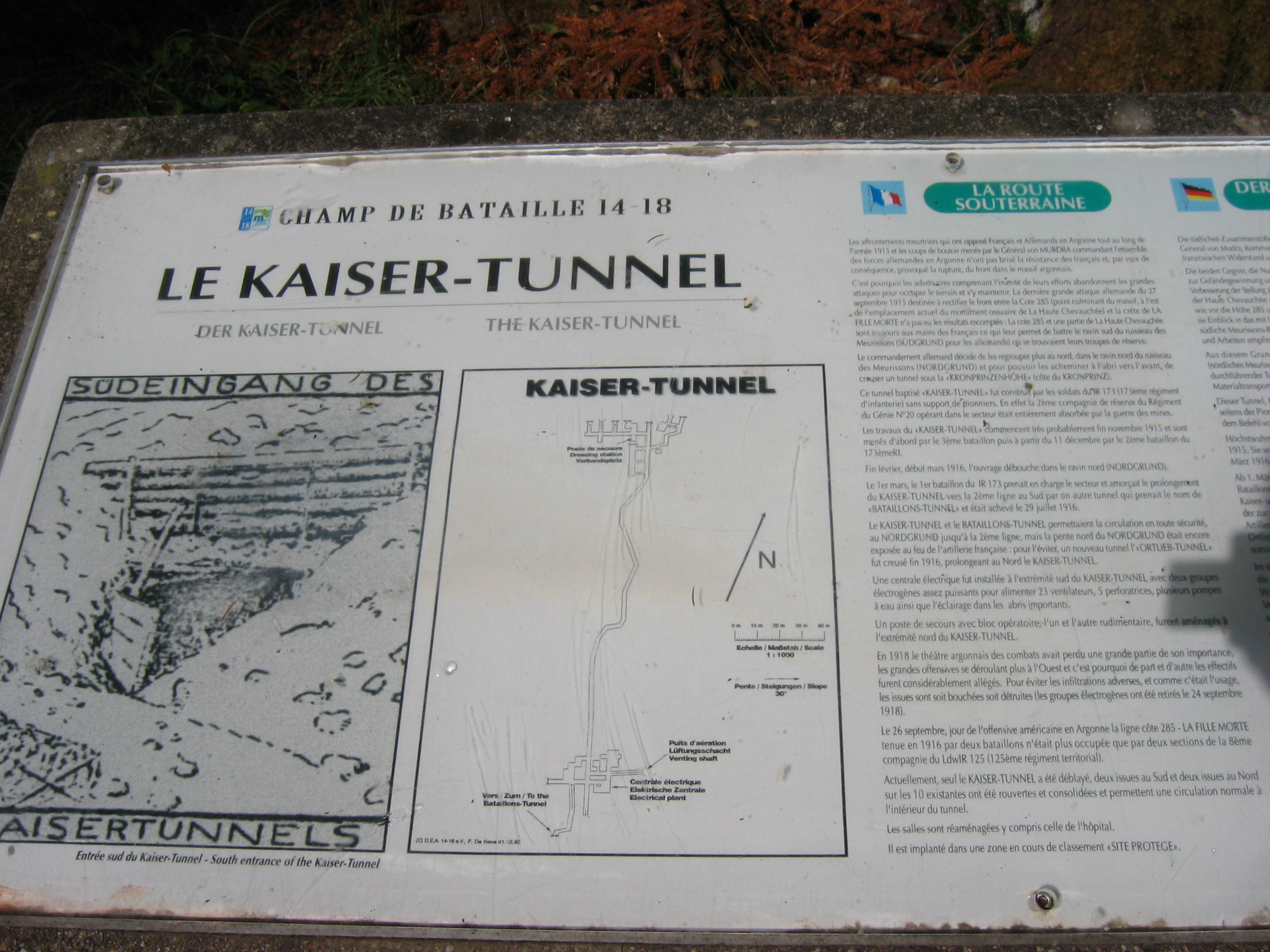
Panneau explicatif au Kaiser-Tunnel avec plan de l'installation.

Le Kaiser-Tunnel a été construit au début de l'année 1916 par le 9e régiment d'infanterie lorrain 173 (Saint-Avold, Metz). De novembre 1915 à février-mars 1916, un tunnel de plus de 300 m de long avait été creusé par les troupes allemandes dans la gaize. L'installation de l'infrastructure (cuisines, citerne, infirmerie et salle des générateurs) a eu lieu à partir de mars 1916. Le tunnel constitue le point central d'un réseau d'autres tunnels et tranchées dans l'arène centrale. Le Kaiser-Tunnel était suivi du Bataillon-Tunnel (pour la liaison avec les lignes arrière) et du Ortlieb-Tunnel. Grâce à ce système de tunnels, la Deutsches Heer pouvait se déplacer sur des centaines de mètres sans être repérés par l'ennemi, dans un terrain qui leur était géographiquement défavorable.

## Protection
Les entrées et les infrastructures de l'ouvrage du Kaiser-Tunnel sont inscrites au titre des monuments historiques par arrêté du 11 juin 1998.